# Flakaträsket (Tärna socken, Lappland)
Flakaträsket är en sjö i Storumans kommun i Lappland och ingår i Umeälvens huvudavrinningsområde. Sjön har en area på 0,618 kvadratkilometer och ligger 535,1 meter över havet. Sjön avvattnas av vattendraget Krokbäcken.

## Delavrinningsområde
Flakaträsket ingår i det delavrinningsområde (725957-154139) som SMHI kallar för Utloppet av Flakaträsket. Medelhöjden är 547 meter över havet och ytan är 4,4 kvadratkilometer. Räknas de 2 avrinningsområdena uppströms in blir den ackumulerade arean 20,38 kvadratkilometer. Krokbäcken som avvattnar avrinningsområdet har biflödesordning 3, vilket innebär att vattnet flödar genom totalt 3 vattendrag innan det når havet efter 323 kilometer. Avrinningsområdet består mestadels av skog (71 procent) och sankmarker (10 procent). Avrinningsområdet har 0,68 kvadratkilometer vattenytor vilket ger det en sjöprocent på 15,5 procent.